# Flint (Walia)
Flint (wal. Y Fflint) – miasto w północnej Walii (Wielka Brytania), hrabstwo Flintshire. Według spisu powszechnego z 2001 roku miasto liczy 11 936 mieszkańców.

## Historia
Początki współczesnego Flint sięgają XIII w., gdy król Edward I, wzniósł nad zatoką warownię z zamkiem, zniszczoną w 1646 r. przez Armię Parlamentarną podczas wojny domowej.